# Gaspar Flechner
Gaspar Flechner, magyaros írásmóddal Flechner Gáspár (Brassó, ? – Ecel, 1624. április) ágostai evangélikus lelkész.

## Életpályája
Először Riomfalván volt prédikátor; 1594-ben Ecelre ment lelkésznek; innét Sályba távozott; 1607-ben ismét visszatért Ecelre. 1614-ben fődékánná és 1615-ben a káptalan idősbjének választották. 

## Munkái
- Vita Juliani Apostatae, Imperatoria Romanorvm uicesimi moni, ex ecclesiasticis scriptoribus excerpta… Coronae, 1580. (Ezen elegiai költeményt Albert Huet szász ispánnak és szebeni királybirónak ajánlotta.)
- Ionae Prophetae Historia, continens exemplum verae poenitentiae, non solum consideratione, verum etiam imitatione, hac praecipue ultimi Saeculi tempestate dignissimum, reddits Elegiaco Carmine… Cibinii, 1594.